# Sayhut (huyện)
Huyện Sayhut là một huyện thuộc tỉnh Al Mahrah, Yemen. Đến thời điểm năm 2003, huyện này có dân số 11746 người